# Tokimeki Memorial Girl's Side Taisen Puzzle-Dama
Tokimeki Memorial Girl's Side Taisen Puzzle-Dama (ときめきメモリアル Girl's Side 対戦 ぱずるだま Tokimeki Memoriaru Girl's Side Taisen Pazuru-Dama?) es un videojuego de puzle de Konami publicado originalmente para teléfonos móviles en diciembre de 2004, solamente en Japón. El título pertenece a la serie Taisen Puzzle-Dama, ambientándose en el universo de Tokimeki Memorial.
- Datos: Q15303915